# Kazpost
Kazpost (kaz. Қазпошта) – operator pocztowy oferujący usługi pocztowe w Kazachstanie, z siedzibą w Astanie.